# Istanbul BB (volley-ball masculin)
Maillots
İstanbul Büyükşehir Belediyesi Spor Kulübü, couramment abrégé en Istanbul BB, est un club turc de volley-ball fondé en 1990 et basé à İstanbul qui évolue pour la saison 2022-2023 en 1. Ligi (D2).

## Palmarès
| Compétitions nationales | Compétitions internationales |
| - Championnat de Turquie (1) - Champion : 2009. - Vice-champion : 2007, 2016. - Coupe de Turquie (0) - Finaliste : 1996, 2001. - Supercoupe de Turquie (3) - Vainqueur : 2009. | - Néant.                     |

## Joueurs et personnalités du club

### Entraîneurs
- 1990-2015 :  Nedim Özbey
- 2015-2020 :  Hakan Özkan
- 2020-2021 :  Hasan Körfez
- 2021- :  Hakan Özkan